# Antella (kommunhuvudort)
Antella är en kommunhuvudort i Spanien.   Den ligger i provinsen Província de València och regionen Valencia, i den östra delen av landet, 300 km sydost om huvudstaden Madrid. Antella ligger 51 meter över havet och antalet invånare är 1 498.
Terrängen runt Antella är kuperad åt sydväst, men åt nordost är den platt. Runt Antella är det tätbefolkat, med 257 invånare per kvadratkilometer. Närmaste större samhälle är Alzira, 15,7 km nordost om Antella. Omgivningarna runt Antella är en mosaik av jordbruksmark och naturlig växtlighet.